# Maják Aksi
Maják Aksi (estonsky Aksi tulepaak) je pobřežní maják, který stojí na pobřeží Aksi v obci Viimsi kraji Harjumaa v Finském zálivu v Baltském moři v Estonsku.
Maják je ve správě Námořního úřadu Estonska. Registrační číslo Estonského úřadu námořní dopravy (Veeteede Amet, EVA) je 175.

## Historie
Maják byl postaven v roce 1986 a v letech 1998–2007 byl mimo provoz. Znovu byl uveden do provozu v roce 2007. Na ostrov lze se dostat pouze lodí.
Ostrov Aksi je součástí přírodní rezervace Prangli (Natura 2000).

## Popis
Černá válcová ocelová 15 m vysoká věž se třemi rozšiřujícími se válcovými segmenty v horní části, ukončená galerií a černou lucernou. Válcové segmenty jsou poškozeny a je vidět drátěná konstrukce.

### Data
Zdroj
- Výška světla 21,7 m n. m.
- Dosvit 6 námořních mil
- Záblesky zeleného světla v intervalu 3 sekund

### Označení
- Admiralty: C3850.5
- ARLHS: EST-061
- NGA: 12900.5
- EVA 175